# Битка при Бялата планина
Битката при Бялата планина (на чешки: Bílá hora, Била хора) е първото решително сражение през Тридесетгодишната война, състояло се на 8 ноември 1620 г. Тя е част от Чешко-пфалцкия период на войната и поставя край на чешкото въстание от 1618 г.
От една страна са силите на въстаниците-протестанти, командвани от Кристиан І фон Анхалт-Бернбург и граф Матиаш Турн, срещу които напредва католическа армия под командването на граф фон Тили. Резултатът е категорична победа на католиците, следователно и на император Фердинанд ІІ.

## Предистория
Чешкото въстание, което започва на 23 май 1618 г. с Втората пражка дефенестрация, е резултат от многогодишно натрупване на напрежението между католиците и протестантите в Свещената римска империя. Чехите отказват да приемат крайния католик Фердинанд ІІ като свой крал, вместо когото избират пфалцкия курфюрст Фридрих V. В началото императорът не може да отвърне адекватно на заплахата, чехите стигат дори до Виена. Те получават неочакван съюзник в лицето на трансилванския войвода Габор Бетлен. Срещу тях първоначално действа Шарл Бюкоа – наемник от днешните земи на Белгия, в чиито редици също има предимно наемници. С относителен успех той задържа въстаническата вълна в рамките на Чешката корона. В същото време в конфликта се намесват два военни съюза в империята – Протестантския съюз и Католическата лига. Именно лигата (представлявана от своя основател Максимилиан Баварски) поема инициативата и формира втора армия, начело на която поставя валонския генерал Йохан Церклас, граф фон Тили. Тя също се състои главно от наемници, между които и известният философ Рене Декарт. През лятото на 1620 г. тази армия напуска Бавария, умиротворява протестантите в Горна Австрия, подминава Виена и на 20 септември навлиза в Чехия. Тили ловко заобикаля армията на Мансфелд (друг протестантски генерал) при Пилзен, оставя зад себе си и силите на Анхалт и Турн и напредва към Прага. Все пак въстаниците успяват да го изпреварят и да се установят на хълма Била хора, в непосредствена близост до чешката столица.

## Съотношение и подредба на армиите
Съотношението на силите е въпрос на спор. За силата на католическата армия разногласията не са големи (25 – 27 хил. войници), но протестантската армия остава с неясен брой. Според А. Стоянов тя наброява 30 000 души, докато Д. Егенбергер, М. Уиндроу и други приемат, че тя е на половина по-малка – тоест само 15 000. Очевидно това прави съотношението съвсем различно. В първия случай победата на католиците трябва да се отдаде само на качествата и духа на тяхната армия, докато във втория е логичен резултат от неравните сили.
Протестантите разполагат оръдията си на три батареи, около които се подреждат войниците. От пехотата Анхалт оформя шест Х-образни формации – в центъра пиконосци, около тях мускетари. Конницата, строена в ескадрони, се разполага в празнините между пехотните формирования. Още няколко ескадрона остават като резерв зад двете крайни батареи. Тили също използва Х-образния ред, но той поставя оръдията най-отпред. Подрежда войската си като триъгълник, чийто връх сочи назад, към лагера му. Конницата му (тя превъзхожда тази на Анхалт в съотношение 3:4) застава по фланговете и особено в тила, за да се намесва при нужда. Така се оказва, че и двамата генерали заимстват от испанците бойния строй терцио – най-уважаваното формирование на епохата. За Тили това е лесно обяснимо, защото той е възпитан като войник от тях и защото голяма част от войниците му са испанци или родом от испанските владения.
На страната на чехите се бият известен брой германци, както и контингент начело с Габор Бетлен. На противниковата страна има унгарци и хървати и най-странното – 3000 казаци, попаднали на полесражението след серия перипетии.

## Поражението на протестантите
Когато двете армии се строяват, в ръководството на католиците възниква спор. Бюкоа (тежко ранен три дни по-рано) настоява да се изчака, за да не се рискува цялата кампания. Максимилиан Баварски, който пътува с армията, разсъждава като политик и иска час по-скоро да се смаже бунта, за да се успокои империята. Тили подкрепя началника си, трезво преценявайки, че въстаническата армия не е достатъчно уверена и мотивирана, за да издържи едно остро нападение.
Битката започва с предпазливо нападение на дясното крило на Тили, съставено от конницата. За учудване на католическия генерал още при първия сблъсък въстаниците се огъват и безредно отстъпват. Той се възползва веднага и нарежда и останалата част от армията да тръгне напред. Кристиан фон Анхалт прави единственото възможно – изпраща резервната конница да овладее отстъплението. Начело поставя собствения си син, който също се казва Кристиан. В началото протестантите имат известен успех и отблъскват католическата конница, но когато стигат до ветераните от пехотата, се налага да спрат. В това време и Тили включва резервната си конница. В ожесточена схватка целият ляв фланг на Анхалт е разбит и обърнат в бягство, а синът му попада в плен. Отстъплението става всеобщо. Несръчния опит да се изгради нова защитна линия също е провален и поражението става неминуемо.

## Последици
Човешките загуби не са толкова големи (около 4000 души), но изгубването на оръдията и целия обоз има фатални последици за каузата на въстаниците. По-важно от всичко е пречупването на бойния им дух, защото нищо не може да превърне бягащата тълпа отново в армия. Фридрих V научава новината още същия ден и предприема единствения останал му ход – да избяга в посока към Силезия. Придружава го съпругата му Елизабет (дъщеря на Джеймз І) и голяма група от протестантските ръководители. На следващия ден (според други сведения – на 11 ноември) католиците влизат в Прага, която заварват обезлюдена. Подлагат я на грабежи и разрушения, после поставят начело на града аристократи-католици. Скоро цяла Чехия е овладяна от победителите, а Фридрих V се свързва с Мансфелд и незасегнатата му армия и заедно се изтеглят към Горен Пфалц. Тази битка поставя край на неговото кратко управление, поради което той е наречен „зимният крал“. На 13 декември чехите официално избират Фердинанд ІІ за свой крал.
Битката при Бялата планина е последната проява на чешкото неподчинение на Хабсбургите за следващите триста години. Последвалите репресии драстично намаляват броя на протестантите и я превръщат в една предимно католическа страна. През 1621 г. специален трибунал осъжда 27 чешки аристократи на смърт за участието им във въстанието, други 700 изгубват имотите си. Те са продадени на безценица на католиците – най-облагодетелстван от всичко това и Албрехт фон Валенщайн, бъдещ важен генерал на императора. Ударът върху чешкото самочувствие довежда до упадък на обществената мисъл, продължил два века и наричан от историците „чешки тъмни векове“.